# Nicolaus Andreæ Juringius
Nicolaus Andreæ Juringius, född november 1590 i Jönköping, död 27 april 1653 i Jönköping, var en svensk präst i Jönköpings församling. 

## Biografi
Juringius föddes november 1590 i Jönköping. Han var son till slottsfogden Anders Nilsson och Brita Larsdotter. Juringius blev 1615 student vid Uppsala universitet och 1616 i Rostocks universitet. I maj 1620 prästvigdes Juringius i Strängnäs domkyrka. Han blev samma år hovpredikant hos hertig Karl Filip. av honom fick Juringius stöd att göra en resa utomlands. an blev filosofie magister (primus) vid Wittenbergs universitet 9 april 1622. 14 januari 1623 blev han förste hovpredikant hos Johan Kasimir av Pfalz-Zweibrücken. 1626 blev han kyrkoherde i Ekeby församling och prost 1632. Juringius blev 1639 kontraktsprost i Göstrings kontrakt. 16 februari 1648 blev han kyrkoherde i Jönköpings församling. Samma år blev han kontraktsprost i Tveta kontrakt. 1651 föreslogs han till biskop i Växjö stift, men fick inte tjänsten. Juringius avled 27 april 1653 i Jönköping.
Juringius var preses vid  prästmötet 1629. Då var han också predikan på fjärde dagen. Juringius var 1642 och 1644 riksdagsman.

### Familj
Juringius gifte sig första gången 3 augusti 1623 med Agneta Gudmundsdotter (1603-1648). Hon var dotter till borgmästaren Gudmund Andersson och Anna Jöransdotter i Norrköpings stad. Juringius och Gudmundsdotter fick tillsammans barnen lantbrukaren Natanael Juring (död 1692) i Ekeby socken, studenten Gudmund Juring vid Uppsala universitet, borgmästaren Hans Juring i Kristianstad, Katarina Juring som var gift med kyrkoherden Petrus Svenonis Wadstenius i Askeryds församling, två söner och två döttrar.
Juringius gifte sig andra gången 1649 med Anna Nilsdotter Palumbus. Hon var dotter till kontraktsprosten Nicolaus Palumbus i Vreta Klosters socken. Hon hade tidigare varit gift med kontraktsprosten Botvidus Risingius i Hällestads socken.